# Trial by Jury
Trial by Jury (deutsch: ‚Das Schwurgerichtsverfahren‘) ist eine Operette (im Original: „Comic Opera“ oder „Dramatic Cantata“) in einem Akt mit Musik von Arthur Sullivan mit einem Libretto von W. S. Gilbert. Die Uraufführung des Stücks fand am 25. März 1875 im Royalty Theatre in London statt. Die Geschichte handelt von einer Anklage wegen Verlöbnisbruchs und wendet sich satirisch gegen den Richter und die Rechtsordnung.
Trial by Jury war nach Thespis Gilbert und Sullivans zweite gemeinsame Opernproduktion. Das bei Kritikern und beim Publikum sehr beliebte Werk wurde während der ersten Spielzeit 131 Mal aufgeführt.

## Handlung
Die Szene spielt am Court of the Exchequer, wo sich die Geschworenen und Zuschauer eingefunden haben, um dem Prozess wegen Verlöbnisbruchs beizuwohnen.
Der Gerichtsdiener ermahnt die Geschworenen, den Darlegungen der Klägerin zuzuhören, und fügt hinzu, dass sie „nicht beachten“ müssen, was der „verrohte Angeklagte“ zu sagen hat. Dennoch merkt er an, „frei von jeder Befangenheit muss diese Verhandlung verhandelt werden!“. Der Angeklagte Edwin betritt die Szene und wird von den Geschworenen angefeindet, noch bevor er seinen Fall dargelegt hat. Freiheraus teilt er dem Gericht mit, dass er die Klägerin sitzen ließ, weil sie ihm „unausstehlich langweilig“ wurde und er sich dann sogleich einer anderen Frau zuwandte. Die Geschworenen erinnern sich ihrer eigenen launischen Jugend, haben aber als Gentlemen, die sie jetzt sind, keinerlei Verständnis für den Beschuldigten.

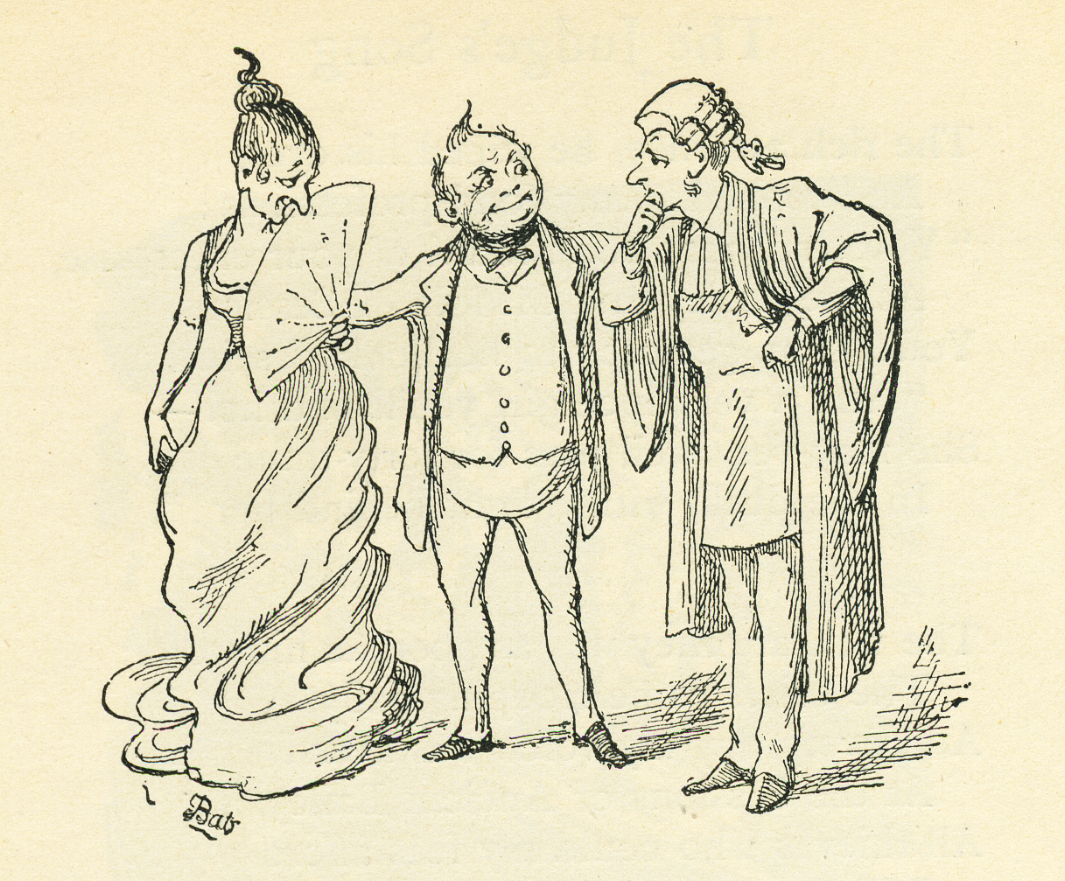
Illustration von W. S. Gilbert zum Lied des Richters

Der Richter betritt pompös die Szene und beschreibt, wie er zu seiner jetzigen Stellung kam, nämlich, indem er die „alte, hässliche Tochter“ eines reichen Staatsanwalts umwarb. Der Staatsanwalt unterstützte dann die Karriere seines zukünftigen Schwiegersohns so lange, bis er steinreich wurde und die Tochter sitzen ließ. Die Geschworenen und Zuschauer zeigen sich entzückt vom Richter und sehen darüber hinweg, dass er soeben gestanden hat, das gleiche Unrecht wie der Angeklagte begangen zu haben.
Die Geschworenen legen den Eid ab, und die Klägerin Angelina wird in den Gerichtssaal gerufen. Voraus gehen ihre Brautjungfern, von denen eine den Blick des Richters auf sich zieht. Als aber Angelina im vollen Brautkleid erscheint, erobert sie sich prompt die Herzen des Richters und der Geschworenen. In einer bewegenden Rede legt der Anwalt der Klägerin Edwins Verrat dar. Angelina täuscht Unwohlsein vor und stolpert erst dem Richter und dann dem Sprecher der Geschworenen in die Arme. Edwin kontert, dass seine wechselnden Neigungen nur natürlich seien, und bietet an, sowohl die Klägerin als auch seine neue Geliebte zu heiraten, wenn dies allen Recht sei. Der Richter findet, dass dies ein „vernünftiger Vorschlag“ sei, aber der Verteidiger protestiert, dass es doch ein schweres Vergehen sei, mehrere Gemahlinnen zu haben. Ratlos grübeln alle über das „Dilemma“, dem sie jetzt gegenüberstehen.
In einer verzweifelten Geste umarmt Angelina Edwin und jammert über ihren Verlust, offenbar mit dem Ziel, dass die Geschworenen Edwin zur Zahlung eines Schadenersatzes verurteilen. Edwin erwidert, dass er ein Raucher, Trinker und, wenn angetrunken, ein Rohling sei. Die Klägerin hätte ihn daher ohnehin keinen Tag ausgehalten, sodass der Schadenersatz gering sein müsse. Der Richter schlägt vor, Edwin betrunken zu machen, um festzustellen, ob er Angelina tatsächlich „treten und verprügeln“ würde, doch alle anderen bis auf Edwin lehnen dieses Experiment ab. Der ungeduldige Richter bietet an, den Fall abzuschließen, indem er selbst Angelina heiratet. Dies wird von allen akzeptiert, und die Operette schließt mit „grenzenloser Freude“.

„In London hat in letzter Zeit eine komische Oper ‚Trial by Jury‘ (Ein Geschwornengericht), Text von W. S. Gilbert und Musik von A. Sullivan, im Royalty-Theater vielen Beifall gefunden. Das Stück ist eine Parodie der Vorgänge an den Gerichtshöfen, wenn es sich um ein gebrochenes Eheversprechen handelt; der Richter, sowie alle männlichen Personen in der Oper bekennen, daß sie dasselbe gethan haben wie der Angeklagte, und die Geschwornen singen einen grotesken Chor, in welchem sie erklären, daß sie sowohl mit dem Angeklagten als mit der Klägerin sympathisiren, ja sie machen der Letzteren sogar sämmtlich feurige Liebeserklärungen. Ein Meisterstück des Humors soll die Vertheidigung des Angeklagten sein. […] Das Auditorium soll oft von geradezu konvulsivischem Lachen ergriffen werden.“

## Gestaltung

### Orchester
Die Orchesterbesetzung umfasst die folgenden Instrumente:
- Holzbläser: Flöte (auch Piccolo), Oboe, zwei Klarinetten, Fagott
- Blechbläser: zwei Kornette, zwei Posaunen
- Pauken, Schlagzeug: große Trommel, Becken, Triangel
- Streicher

### Musiknummern
- Nr. 1. „Hark, the hour of ten is sounding“ (Chor) – „Now, Jurymen, hear my advice“ (Gerichtsdiener)
- Nr. 1a. „Is this the Court of the Exchequer?“ (Angeklagter)
- Nr. 2. „When first my old, old love I knew“ (Angeklagter und Chor) – „Silence in Court!“ (Gerichtsdiener)
- Nr. 3. „All hail great Judge!“ (Chor und Richter)
- Nr. 4. „When I, good friends, was call’d to the Bar“ (Richter und Chor)
- Nr. 5. „Swear thou the Jury“ (Anwalt und Gerichtsdiener) – „Oh will you swear by yonder skies“ (Gerichtsdiener und Chor)
- Nr. 6. „Where is the Plaintiff?“ (Anwalt und Gerichtsdiener) – „Comes the cheated flower“ (Chor der Brautjungfern und Klägerin)
- Nr. 7. „Oh, never, never, never, since I joined the human race“ (Richter, Sprecher der Geschworenen, Chor)
- Nr. 8. „May it please you, my lud!“ (Anwalt, Chor)
- Nr. 9. „That she is reeling is plain to see!“ (Richter, Sprecher der Geschworenen, Klägerin, Anwalt und Chor)
- Nr. 10. „Oh, gentlemen, listen, I pray“ (Angeklagter und Chor der Brautjungfern)
- Nr. 11. „That seems a reasonable proposition“ (Richter, Anwalt und Chor)
- Nr. 12. „A nice dilemma we have here“ (Ensemble)
- Nr. 13. „I love him, I love him, with fervour unceasing“ (Klägerin, Angeklagter und Chor) – „The question, gentlemen, is one of liquor“ (Richter und Ensemble)
- Nr. 14. „Oh, joy unbounded, with wealth surrounded“ (Ensemble)

## Neubearbeitung
Am 11. Oktober 1884 kam im Londoner Savoy Theatre eine Neubearbeitung Arthur Sullivans zur Uraufführung, welche der Komponist selbst dirigierte.